# Gabino Díaz Merchán

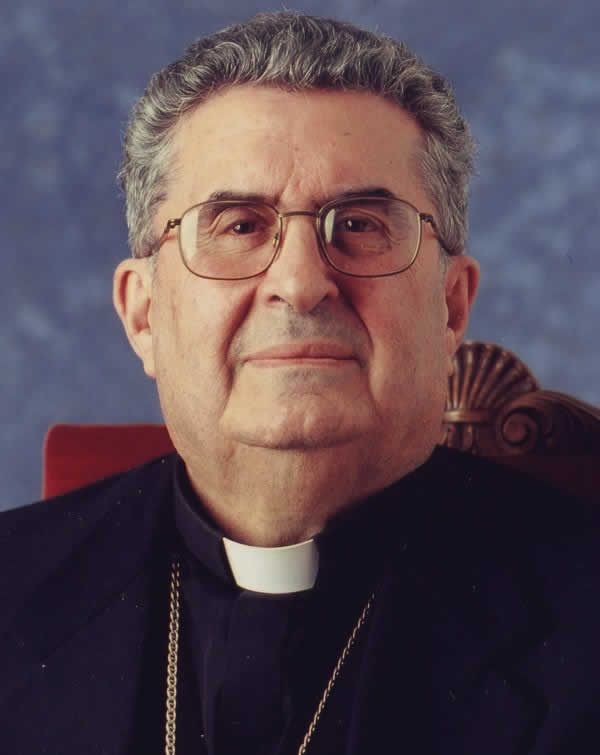
Gabino Díaz Merchán (2016)

Gabino Díaz Merchán (* 26. Februar 1926 in Mora; † 14. Juni 2022 in Oviedo) war ein spanischer römisch-katholischer Geistlicher und Erzbischof von Oviedo.

## Leben
Gabino Díaz Merchán wuchs in Mora auf. Seine Eltern wurden während des Spanischen Bürgerkriegs im August 1936 ermordet. Seine Schwester und er lebten danach zunächst bei ihrer Großmutter und später bei einem Onkel. Díaz Merchán besuchte das Colegio Sadell in Toledo. Anschließend studierte er Philosophie und Katholische Theologie am Priesterseminar San Ildefonso in Toledo. Am 13. Juli 1952 empfing Díaz Merchán in Comillas durch den Erzbischof von Toledo, Enrique Kardinal Pla y Deniel, das Sakrament der Priesterweihe. Nach weiterführenden Studien erwarb er 1952 an der Päpstlichen Universität Comillas ein Lizenziat im Fach Philosophie.
Díaz Merchán war zunächst als Kaplan der Zisterzienserinnen des Convento de las Comendadoras de Santiago tätig. Von 1953 bis 1965 lehrte er zuerst kastilische Literatur, Altgriechisch und Latein sowie später zudem Fundamentaltheologie am Priesterseminar San Ildefonso in Toledo. 1956 wurde er zusätzlich Kaplan für den Mozarabischen Ritus und 1960 Domherr an der Kathedrale von Toledo. Daneben wurde Díaz Merchán 1960 an der Päpstlichen Universität Comillas zum Doktor der Theologie promoviert. Außerdem wirkte er als Diözesanassistent der Katholischen Aktion und der Cursillos de Cristiandad. Ferner leitete Gabino Díaz Merchán das Priesterhaus des Erzbistums Toledo.
Am 23. Juli 1965 ernannte ihn Papst Paul VI. zum Bischof von Guadix. Der Apostolische Nuntius in Spanien, Erzbischof Antonio Riberi, spendete ihm am 22. August desselben Jahres auf der Plaza Mayor in Guadix die Bischofsweihe; Mitkonsekratoren waren Félix Romero Menjíbar, Bischof von Jaén, und Anastasio Granados García, Weihbischof in Toledo. Gabino Díaz Merchán wählte den Wahlspruch Lumen cum Pace („Licht mit Frieden“). Er nahm an der letzten Sitzungsperiode des Zweiten Vatikanischen Konzils als Konzilsvater teil und war unter den letzten zehn noch lebenden Konzilsvätern.
Papst Paul VI. bestellte ihn am 4. August 1969 zum Erzbischof von Oviedo. Die Amtseinführung erfolgte am 20. September desselben Jahres. 1970 unterteilte Gabino Díaz Merchán das Erzbistum Oviedo in fünf Vikariate, deren Leitung jeweils einem Bischofsvikar übertragen wurde, und initiierte 1971 eine Bistumspartnerschaft mit dem Erzbistum Gitega in Burundi. Ferner gründete er 1973 das Priesterhaus des Erzbistums Oviedo und 1990 das Diözesanmuseum. Darüber hinaus wurden auf seine Initiative hin die Kirchen Santa Maria de la Asunción in Llanes (1973) und Santa María Magdalena in Cangas del Narcea (1992) zu Basilicae minores erhoben. Im August 1989 empfing Díaz Merchán im Erzbistum Oviedo Papst Johannes Paul II. auf dessen Apostolischer Reise nach Santiago de Compostela und Asturien.
In der Spanischen Bischofskonferenz fungierte Díaz Merchán von 1972 bis 1978 zudem als Vorsitzender der Kommission für die Sozialpastoral. Von 1981 bis 1987 war er Vorsitzender der Spanischen Bischofskonferenz. Anschließend gehörte Díaz Merchán von 1987 bis 1996 und erneut von 1999 bis 2002 dem Exekutivausschuss an. Ferner war er von 1996 bis 1999 Vorsitzender der Pastoralkommission. Díaz Merchán war 1983 Teilnehmer der sechsten ordentlichen Vollversammlung der Bischofssynode zum Thema Versöhnung und Buße in der Sendung der Kirche von heute und 1985 der zweiten außerordentlichen Vollversammlung der Bischofssynode anlässlich des 20. Jahrestages des Abschlusses des Zweiten Vatikanischen Konzils. Außerdem war Gabino Díaz Merchán Ehrenmitglied der Internationalen Marianischen Päpstlichen Akademie.
Gabino Díaz Merchán erhielt die Ehrenbürgerwürden der Städte Mora (1966) und Oviedo (1995) sowie der Autonomen Gemeinschaft Asturien (2001) und der Provinz Toledo (2006). Zudem wurden ihm die goldenen Ehrenmedaillen der Stadt Oviedo (1995) und der Autonomen Gemeinschaft Kastilien-La Mancha (2000) verliehen. Darüber hinaus wurde im Jahr 2000 der Vorplatz der Pfarrkirche San Melchor in La Florida, einem Stadtteil von Oviedo, nach ihm benannt.
Am 7. Januar 2002 nahm Papst Johannes Paul II. sein altersbedingtes Rücktrittsgesuch an. Bis zur Amtseinführung seines Nachfolgers, Carlos Osoro Sierra, am 23. Februar 2002 leitete Gabino Díaz Merchán das Erzbistum Oviedo als Apostolischer Administrator. Seitdem lebte Díaz Merchán im Priesterhaus des Erzbistums Oviedo, wo er am 14. Juni 2022 starb. Er wurde in der Capilla de la Virgen de Covadonga der Kathedrale von Oviedo beigesetzt.

## Schriften
- Gabino Díaz Merchán, Santos Elespe: Bautizar en la fe de la Iglesia (= Christus Pastor). Ed. Marova, Madrid 1968, OCLC 1203644334.
- Fe, persona y comunidad eclesial. Orientaciones pastorales (= Colección Pastoral aplicada. Band 60). Propaganda Popular Católica, Madrid 1969, OCLC 1100264250.
- Familia y vida cristiana. Charlas cuaresmales. Guadix 1969, OCLC 431572036.
- Fray Benito Jerónimo Feijoo. Fé cristiana e ilustración (= Publicaciones Studium Ovetense. Band 1). Seminario Metropolitano, Oviedo 1976, ISBN 978-84-7009-029-5.
- Cristianos para la España de hoy (= Pastoral aplicada. Band 93). Promoción Popular Cristiana, Madrid 1978, ISBN 978-84-288-0436-3.
- La iglesia y los pobres. Veinte años de experiancia posconciliar en la iglesia española (= Corintios. Band 36). Caritas Española, Madrid 1985, OCLC 602645058.
- Luz y paz (= Publicaciones Studium ovetense. Band 7–9). 3 Bände. Seminario Metropolitano, Oviedo 1991, OCLC 431309201.
- La Virgen de Covadonga en la espiritualidad de la diócesis asturiana. Real Instituto de Estudios Asturianos, Oviedo 2001, OCLC 432973794.
- Espiritualidad del Beato Juan XXIII. In: Studium Ovetense: Revista del Instituto Superior de Estudios Teológicos del Seminario Metropolitano de Oviedo. Nr. 30, 2002, S. 49–62.
- El concilio Vatino II y la nueva evangelización. In: Actualidad catequética para la evangelización. Nr. 237, 2013, S. 47–55.
- Testigo directo del Concilio. In: Seminarios sobre los ministerios en la Iglesia. Band 59, Nr. 208, 2013, S. 139–148.
- Evangelizar en un mundo nuevo. Reflexión pastoral sobre la nueva evangelización en España. PPC Editorial, Boadilla del Monte 2017, ISBN 978-84-288-3122-2.